# Barbacou à joues grises
Nonnula frontalis
Espèce
Statut de conservation UICN

 LC  : Préoccupation mineure
Le Barbacou à joues grises (Nonnula frontalis) est une espèce d'oiseaux de la famille des bucconidés (ou Bucconidae).